# Verbandsgemeinde Prüm
Gmina związkowa Prüm (niem. Verbandsgemeinde Prüm) – gmina związkowa w Niemczech, w kraju związkowym Nadrenia-Palatynat, w powiecie Eifel Bitburg-Prüm. Siedziba gminy związkowej znajduje się w mieście Prüm.

## Podział administracyjny
Gmina związkowa zrzesza 44 gminy, w tym jedną gminę miejską (Stadt) oraz 43 gminy wiejskie:
| * Auw bei Prüm    | * Nimshuscheid  |
| * Bleialf         | * Nimsreuland   |
| * Brandscheid     | * Oberlascheid  |
| * Buchet          | * Oberlauch     |
| * Büdesheim       | * Olzheim       |
| * Dingdorf        | * Orlenbach     |
| * Feuerscheid     | * Pittenbach    |
| * Fleringen       | * Pronsfeld     |
| * Giesdorf        | * Prüm          |
| * Gondenbrett     | * Rommersheim   |
| * Großlangenfeld  | * Roth bei Prüm |
| * Habscheid       | * Schönecken    |
| * Heckhuscheid    | * Schwirzheim   |
| * Heisdorf        | * Seiwerath     |
| * Hersdorf        | * Sellerich     |
| * Kleinlangenfeld | * Wallersheim   |
| * Lasel           | * Watzerath     |
| * Masthorn        | * Wawern        |
| * Matzerath       | * Weinsheim     |
| * Mützenich       | * Winringen     |
| * Neuendorf       | * Winterscheid  |
| * Niederlauch     | * Winterspelt   |